# Чиле на Светском првенству у атлетици у дворани 2014.
Чиле је учествовао на Светском првенству у атлетици у дворани 2014. одржаном у Сопоту од 7. до 9. марта.  У свом четрнаестом учествовању репрезентацију Чилеа представљала је једна атлетичарка која се такмичила у бацању кугле.,
На овом првенству Чиле није освојио ниједну медаљу али је постигнут национални рекорд.

## Учесници
Жене:
- Наталија Дуко — Бацање кугле

## Резултати

### Жене
| Атлетичарка   | Дисциплина   | Лични рекорд | Полуфинале | Полуфинале | Финале                | Финале  | Детаљи |
| Атлетичарка   | Дисциплина   | Лични рекорд | Резултат   | Место      | Резултат              | Место   | Детаљи |
| ------------- | ------------ | ------------ | ---------- | ---------- | --------------------- | ------- | ------ |
| Наталија Дуко | бацање кугле |              | 17,24 НР   | 13         | Није се квалификовала | 13 / 19 |        |